# 케이트 넬리건
케이트 넬리건(Kate Nelligan, 1950년 3월 16일 ~ )은 캐나다의 배우이다.

## 출연 작품
- 프리모니션 (2007)
- 시간의 주름 (2003)
- 사랑의 힘 (1999)
- 최종 판결 (1999)
- 사이더 하우스 (1999)
- 도망자 2 (1998)
- 캡티브 하트: 제임스 밍크 스토리 (1996)
- 업 클로즈 앤 퍼스널 (1996)
- 마가렛의 박물관 (1995)
- 기도 (1995)
- 아메리칸 퀼트 (1995)
- 바닷속 생태계 (1994)
- 밀리언 달러 베이비 (1994)
- 울프 (1994)
- 보험 걸린 사나이 (1993)
- 그림자와 안개 (1992)
- 프랭키와 쟈니 (1991)
- 사랑과 추억 (1991)
- 화이트 룸 (1990)
- 암흑가의 보스 (1989)
- 엘레니 (1986)
- 알렉스 실종 사건 (1983)
- 바늘 구멍 (1981)
- 남자 간호원 (1980)
- 떼레즈 라껭 (1980)
- 드라큐라 (1979)
- 닥터 베튠 (1977)
- 행복한 방황 (1975)
- 몬테 크리스토 백작 (1975)